# Waldsterben (2018)
Waldsterben ist ein deutscher Kurzfilm-Thriller aus dem Jahr 2018.

## Handlung
Die Handlung rankt sich um eine Wanderung von Freunden. Ohne Handys, Alltagsstress und Familie entwickelt sich ein Horrortrip für die Freunde Chris und Alex. Sie finden im Wald die Leiche eines 14-jährigen Mädchens und geraten in Panik. In der Nacht versuchen sie zurück zur Zivilisation zu finden, um die Polizei zu verständigen. Der vermeintliche Mörder ist ihnen auf der Spur. Bei der Suche nach Unterkunft stoßen Chris und Alex auf eine Gruppe gefangen gehaltener osteuropäischer Mädchen.